# 阿林·阿列克苏克-丘拉留
阿林·阿列克苏克-丘拉留（羅馬尼亞語：Alin Alexuc-Ciurariu，1990年2月3日—），罗马尼亚男子摔跤运动员。他曾代表罗马尼亚参加世界摔跤锦标赛，获得一枚铜牌。他也曾参加2012年、2016年和2020年夏季奥运会。